# 田島淳志
田島 淳志（たじま あつし、1962年11月15日 - ）は、日本の官僚。財務省関税局長、内閣審議官兼TPP等政府対策本部国内調整統括官を経て、楽天グループ執行役員社長室秘書役兼戦略本部上級本部長。群馬県前橋市出身。

## 人物
群馬県立前橋高等学校から東京大学文科一類に入学、東京大学法学部卒業後、1986年大蔵省に入省する。1991年 岩国税務署長。1992年 理財局国有財産第一課課長補佐。その後各課課長補佐を経て、1997年 主計官補佐（科学技術第二係主査）。その後も科学技術第一係主査や文部係主査など文教や科学技術の予算を長く担当する。2001年 熊本県に出向。2003年から2006年は金融庁に勤務。2008年 主税局調査課長。大臣秘書官事務取扱を経て、2009年 主計局主計官（文部科学係担当）。2013年 主税局総務課長。2018年 近畿財務局長等を経て、2020年7月20日 関税局長兼税関研修所長。2021年7月内閣官房副長官補付内閣審議官、TPP等政府対策本部国内調整統括官、領土・主権対策企画調整室土地調査検討室長。2022年楽天グループ執行役員社長室秘書役兼戦略本部上級本部長。

## 略歴
- 東京大学法学部卒業
- 1986年4月：大蔵省入省（理財局国債課）[7]
- 1987年7月：理財局総務課[7]
- 1988年4月：大臣官房調査企画課[7]
- 1989年7月：通商産業省機械情報産業局電子政策課[7]
- 1991年7月：岩国税務署長
- 1992年7月：理財局国有財産第一課課長補佐
- 1994年7月：名古屋国税局総務部総務課長
- 1995年6月：銀行局保険部保険第一課課長補佐
- 1996年7月：理財局国有財産総括課課長補佐
- 1997年7月：主計局主計官補佐（科学技術第二係主査）
- 1998年7月：主計局主計官補佐（科学技術第一係主査）
- 1999年7月：主計局主計官補佐（文部第一、二係主査）
- 2000年7月：主計局主計官補佐（文部科学第一、二係主査）
- 2001年7月：熊本県企画開発部長
- 2002年4月：熊本県企画振興部長
- 2003年7月：金融庁総務企画局政策課企画官兼総務企画局政策課広報室長
- 2004年7月 金融庁監督局総務課監督企画官
- 2006年7月 主税局総務課主税企画官兼主税局調査課兼主税局税制第二課
- 2006年11月 主税局総務課主税企画官兼主税局調査課兼主税局税制第二課兼内閣府大臣官房企画調整課
- 2007年7月：主税局総務課主税企画官兼主税局調査課兼内閣府大臣官房企画調整課
- 2008年7月：主税局調査課長
- 2008年9月：大臣官房付（財務大臣秘書官事務取扱）
- 2009年2月：主計局調査課長
- 2009年7月：主計局主計官（文部科学係担当）
- 2010年7月：関税局業務課長
- 2011年：内閣官房内閣参事官（内閣官房副長官補付）兼復興庁統括官付参事官
- 2012年：復興庁統括官付参事官
- 2013年6月：主税局総務課長
- 2015年7月：内閣官房内閣審議官（内閣官房副長官補付）兼内閣官房行政改革推進本部事務局次長
- 2017年7月：大臣官房審議官（主税局担当）
- 2018年7月：近畿財務局長[1]
- 2019年7月：国税庁次長
- 2020年7月：関税局長兼税関研修所長[4]
- 2021年7月：内閣官房内閣審議官（内閣官房副長官補付）、内閣官房TPP等政府対策本部国内調整統括官、内閣官房領土・主権対策企画調整室土地調査検討室長[5]
- 2022年10月：楽天グループ執行役員社長室秘書役兼戦略本部上級本部長

## 大蔵省同期
- 茶谷栄治（主計局長、大臣官房長、大臣官房総括審議官）
- 大鹿行宏（国税庁長官、理財局長、財務総合政策研究所長、横浜税関長、主計局次長（次席））
- 古沢知之（金融庁企画市場局長、金融庁証券取引等監視委員会事務局長、金融庁総合政策局審議官（開示担当）、金融庁総務企画局審議官（開示担当）、金融庁総務企画局審議官（監督局、官房担当）、金融庁総務企画局政策課長）
- 天谷知子（金融国際審議官、金融庁総合政策局国際総括官）
- 藤本拓資（大臣官房政策立案総括審議官、東海財務局長）
- 大西淳也（関東信越国税不服審判所長、総務省大臣官房審議官（公営企業担当））
- 谷内繁（内閣官房孤独・孤立対策担当室長、内閣官房社会保障改革担当室長）
- 古谷雅彦（関東財務局長、大臣官房サイバーセキュリティ・情報化審議官、理財局次長、大臣官房審議官（理財局担当）、内閣府大臣官房審議官（沖縄政策及び沖縄振興局担当））
- 小原昇（国土交通省政策統括官、大阪国税局長、名古屋国税局長、福岡国税局長、国土交通省大臣官房審議官（国土政策局担当）、国土交通省大臣官房審議官（官庁営繕部担当）、仙台国税局長、九州財務局長、関東財務局総務部長、近畿財務局総務部長）
- 金京拓司（神戸大学大学院経済学研究科教授）
- 中林伸一（東京大学公共政策大学院教授）

## 参考資料
- 『日本通関業連合会会報 No. 103』日本通関業連合会、2010年9月

| 官職          | 官職                                                    | 官職          |
| ------------- | ------------------------------------------------------- | ------------- |
| 先代 中尾睦   | 内閣官房TPP等政府対策本部国内調整統括官 2021年 - 2022年 | 次代 武藤功哉 |
| 先代 中江元哉 | 財務省関税局長 2020年 - 2021年                          | 次代 阪田渉   |
| 先代 並木稔   | 国税庁次長 2019年 - 2020年                              | 次代 鑓水洋   |
| 先代 美並義人 | 近畿財務局長 2018年 - 2019年                            | 次代 青木孝德 |
| 先代 矢野康治 | 財務省主税局総務課長 2013年 - 2015年                    | 次代 鑓水洋   |
| 先代 中江元哉 | 熊本県企画開発部長→熊本県企画振興部長 2001年 - 2003年   | 次代 鑓水洋   |